# 시부사와 고
시부사와 고 또는 시부사와 코우(シブサワコウ)는 원래 코에이가 저작권 관리를 위해 쓰기 시작한 가공의 인물명이나, 점차 동사의 창업자이자 대표적인 크리에이터인 에리가와 요이치(襟川陽一, 1950년 10월 26일~)의 필명으로 정착되었다. 본 문서에서도 이에 따라 시부사와 고를 에리가와 요이치로 간주한다.

## 이력
시부사와는 도치기현 아시카가시 출신으로 게이오 대학을 졸업했다. 졸업 후 아버지의 회사의 거래처에 취직했다가 가업을 잇기 위해 아버지의 회사로 이직하나 얼마 가지 못해 회사가 문을 닫았고, 시부사와는 회사의 재기를 포기하고 1978년에 코에이를 설립했다. 1999년에 코에이의 회장으로 취임하고 2005년에는 최고고문이 되었다. 2010년에는 코에이가 2008년에 테크모를 M&A함에 따라 생겨난 코에이테크모홀딩스의 대표이사에 취임했다.

## 이름의 유래
시부사와 고라는 이름은 시부사와 본인이 존경하는 인물인 시부사와 에이이치의 성 시부사와에 코에이의 코를 따서 조합한 것이다.